# Václav Koranda starší

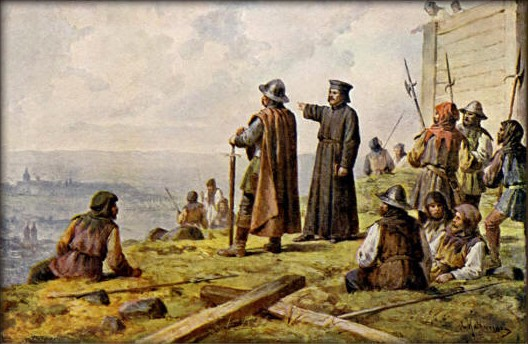
Jan Žižka s knězem Václavem Korandou roku 1420 hledí z Vítkova na Prahu (obraz Josefa Mathausera)

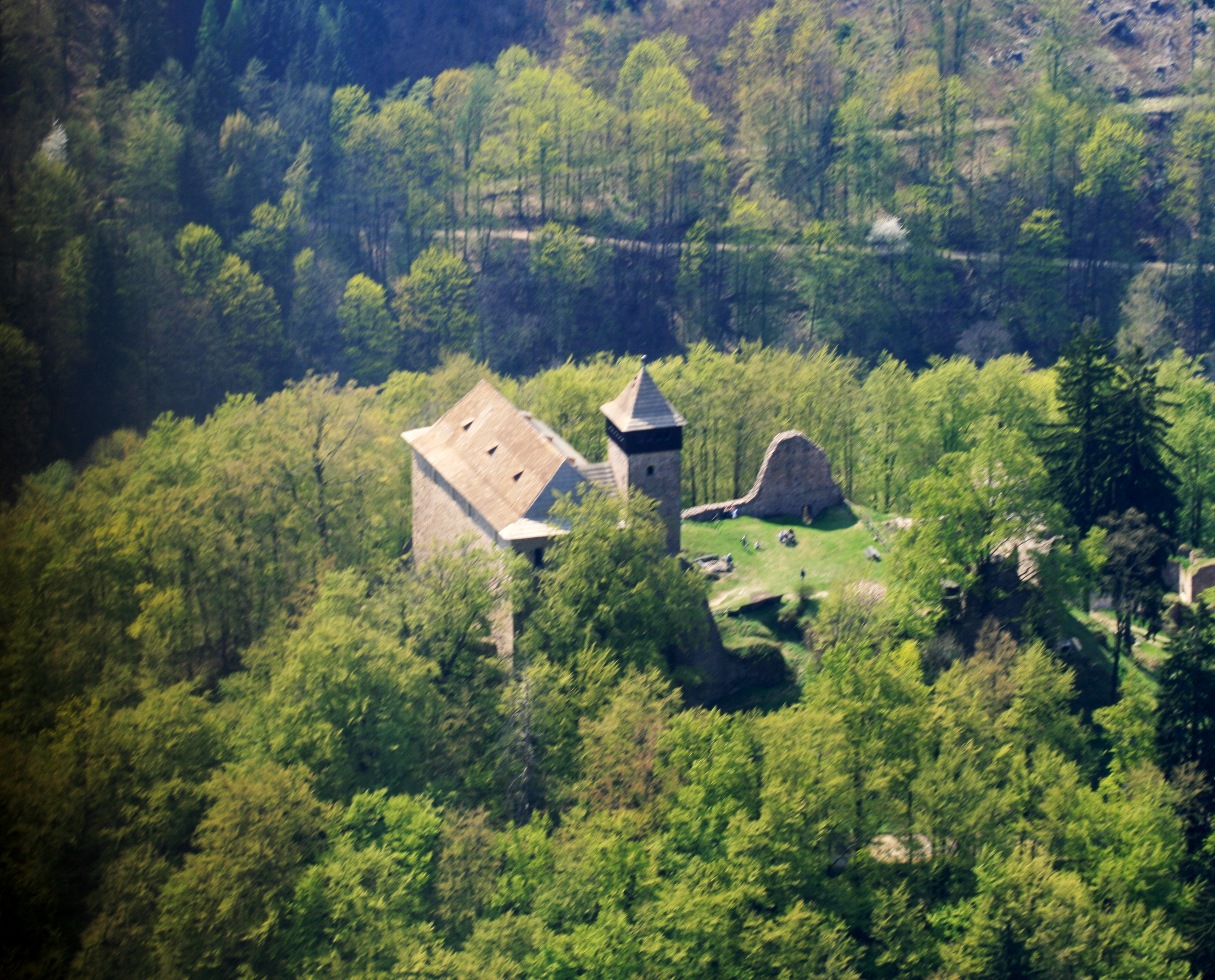
Hrad Litice, ve kterém byl Koranda na konci života vězněn a kde i zemřel

Václav Koranda starší (14. století? – 1453? Litice) byl jeden z radikálních husitských kněží a duchovní i politický vůdce táboritů.

## Život
Od roku 1414 působil v Plzni, kde založil husitskou obec; rád tam přijímal náboženské novotáře (např. v roce 1416). Účastnil se chiliastických poutí na hory a také mnohé vedl. Ke konci září 1419 přivedl od Plzně na návrší Na Křížkách procesí s Tělem Božím a radil na tomto shromáždění lidem, aby místo hole poutnické si vzali do rukou meč.
Z Plzně odešel spolu s houfem husitů, jemuž velel Jan Žižka.
Zúčastnil se také vítězné bitvy u Sudoměře. Spolu s Janem Žižkou dorazil do města Tábor, kde se stal jedním z nejradikálnějších táboritských kněží. Mimo jiné chtěl prosadit i přijímání pod obojí u nemluvňat, což je praxe poměrně běžná v pravoslavné církvi.
Po bitvě na Vítkově v roce 1420, v níž Jan Žižka porazil vojska první křížové výpravy, se v srpnu zúčastnil neblaze proslulého ničení Zbraslavského kláštera. Dne 10. srpna 1420 táboři s Pražany, vedeni Korandou a ostatními některými kněžími, nepřátelsky napadli Zbraslav, kterou nikdo nehájil, a pobravše majetek a zapálivše klášter, vrátili se s hojností obilí jásavě zpívajíce, přičemž kněží se svými zbrojnoši a některými laiky nesli v kápích kusy rozbitých obrazů a [oltářních] tabulí.
V září 1420 byl Václav Koranda zajat od služebníků Oldřicha II. z Rožmberka a uvězněn na jeho hradě Příběnicích. Spolu s několika dalšími vězni se mu v noci podařilo z vězení uniknout a opevnit se v hradní věži. Poté, co z Tábora dorazil s vojskem hejtman Zbyněk z Buchova, se husité 13. listopadu 1422 zmocnili celého hradu. Protože však Koranda při dobývání hradu shazoval na nepřítele kameny a domníval se, že někoho mohl zabít, nesloužil prý již od té doby mše, ale pouze kázal. Koranda měl značnou zásluhu na tom, že v únoru 1422 táborští bohoslovci odvrhli zázrak transsubstanciace, a tím se značně vzdálili od učení katolické církve.
Na přelomu let 1429/1430 se účastnil rejsy po říši, které velel Prokop Holý. Bitvu u Lipan absolvoval na straně radikálů. Stejně jako například Petr Payne byl po bitvě ušetřen hlavně díky přímluvě Viléma Kostky z Postupic. V roce 1435 se zúčastnil jednání se Zikmundem Lucemburským. Hájil zájmy Táborské obce a rezolutně odmítl přijetí kompaktát. V roce 1436 přispěl k dohodě se Zikmundem.
Někdy před rokem 1437 se stal Koranda duchovním správcem v Žatci. V roce 1437 král Zikmund nařídil Korandovi, aby pod trestem utopení nikde jinde nepobýval nežli na Táboře. Tohoto zákazu Koranda neuposlechl a zůstal v Žatci. V roce 1451 žil na Táboře a disputoval tam s Piccolominim, pozdějším papežem Piem II., který ho později nazval starým služebníkem ďábla (vetus diaboli mancipium).
Roku 1452 se odmítl podrobit zemskému správci Jiřímu z Poděbrad, proto byl spolu s dalšími táborskými kněžími uvězněn v Praze na Staroměstské radnici. Jeho učení bylo odsouzeno a po zbytek života byl vězněn na hradech Jiřího z Poděbrad. Zemřel na hradě Litice pravděpodobně roku 1453.

## Zajímavosti
- Věznění Václava Korandy staršího na hradě Litice v letech 1452–1453 popisuje Alois Jirásek v románu Konec a počátek.[8] Dostupné též online.
- Enea Silvio Piccolomini (Pius II.) zaznamenal následující pikantní historku. Václav IV. dlouho nečinně přihlížel rozmachu husitství, ale nakonec ho poděsilo shromažďování lidí „na horách". Tehdy jej pojal strach, aby ho husité nezbavili koruny. Ale zachránil ho Václav Koranda, který údajně svým přívržencům řekl: Ačkoliv máme, bratři, krále opilého a líného, přece, počneme-li posuzovat ostatní knížata, není nikoho, komu bychom dali přednost před naším králem, o němž bych mohl dobře říci, že jest vzor všech králů, pokorný, laskavý a nás milující, neboť kdo se odvažuje za jeho vlády na nás dorážeti? Jest nám volno žíti tak, jak si přejeme. Třebas nemá o náboženství totéž mínění jako my, přece ani sám neruší naše obřady, ani nedovoluje jinému rušiti. Pročež myslím, že je slušné, abychom prosili za něho Boha, a aby každý přál života tomu, jehož lenivost je naší spásou a naším klidem. Když se to král dozvěděl, začal prý počítat Korandu mezi své přátele.[9] Ač jde o anekdotu značně nedůvěryhodnou, bývá často citována.[10]
- Působení Václava Korandy v táboře Žižkově před bitvou na Vítkově hoře líčí Svatopluk Čech v povídce Nový epochální výlet pana Broučka, tentokráte do XV. století.